# Liga Asobal 2004-05
La edición 2004-05 de la liga Asobal supuso la decimoquinta desde que se creó dicha competición, la más importante del balonmano en España. Se desarrolló con un total de 16 equipos participantes, enfrentándose todos contra todos a doble vuelta. Los equipos que ascendieron a la liga este año fueron el Alcobendas Toyota y el BM Torrevieja.
El vencedor final resultó el Portland San Antonio de Navarra, que lideró la competición de forma ininterrumpida desde la quinta jornada, consiguiendo alzarse con el segundo título de campeón de su historia con tan solo dos derrotas en toda la temporada. Además del campeón, el BM Ciudad Real, el Caja España Ademar León y el FC Barcelona, se clasificaron para la Liga de Campeones de la EHF del siguiente año.

## Clasificación
|     | Equipo                        | J  | G  | E | P  | G+  | G-   | Pts |
| --- | ----------------------------- | -- | -- | - | -- | --- | ---- | --- |
| 1C  | Portland San Antonio Pamplona | 30 | 28 | 0 | 2  | 906 | 725  | 56  |
| 2   | BM. Ciudad Real               | 30 | 27 | 1 | 2  | 987 | 746  | 55  |
| 3   | Caja España Ademar León       | 30 | 24 | 2 | 4  | 980 | 800  | 50  |
| 4   | F.C. Barcelona                | 30 | 25 | 0 | 5  | 964 | 809  | 50  |
| 5   | C.BM Valladolid               | 30 | 21 | 2 | 7  | 932 | 837  | 44  |
| 6   | C.BM. Granollers              | 30 | 13 | 4 | 13 | 819 | 833  | 30  |
| 7   | C.D. Bidasoa Irún             | 30 | 12 | 2 | 16 | 782 | 833  | 26  |
| 8   | Frigoríficos del Morrazo      | 30 | 10 | 5 | 15 | 779 | 828  | 25  |
| 9   | BM Altea                      | 30 | 10 | 2 | 18 | 760 | 832  | 22  |
| 10  | J.D. Arrate Éibar             | 30 | 10 | 2 | 18 | 791 | 851  | 22  |
| 11  | Teka Cantabria Santander      | 30 | 10 | 1 | 19 | 767 | 867  | 21  |
| 12  | BM. Alcobendas                | 30 | 10 | 0 | 20 | 804 | 865  | 20  |
| 13  | BM. Torrevieja                | 30 | 8  | 3 | 19 | 823 | 868  | 19  |
| 14  | Almería 2005                  | 30 | 9  | 0 | 21 | 741 | 820  | 18  |
| 15D | S.D. Teucro Pontevedra        | 30 | 8  | 2 | 20 | 814 | 887  | 18  |
| 16D | BM. Valencia                  | 30 | 2  | 0 | 28 | 767 | 1015 | 4   |

| EHF Champions League | Recopa de Europa de Balonmano | Copa EHF | Descenso directo |

## Estadísticas

### Equipo ideal
Equipo ideal de esta temporada.
| Posición          | Jugador                   | Equipo               |
| ----------------- | ------------------------- | -------------------- |
| Portero           | José Javier Hombrados (2) | BM Ciudad Real       |
| Extremo izquierdo | Juanín García (3)         | Ademar León          |
| Lateral izquierdo | Iker Romero               | FC Barcelona         |
| Central           | Jackson Richardson (3)    | Portland San Antonio |
| Lateral derecho   | László Nagy (2)           | FC Barcelona         |
| Extremo derecho   | Mirza Dzomba              | BM Ciudad Real       |
| Pivote            | Rolando Uríos             | BM Ciudad Real       |